# Rebekka Reinhard

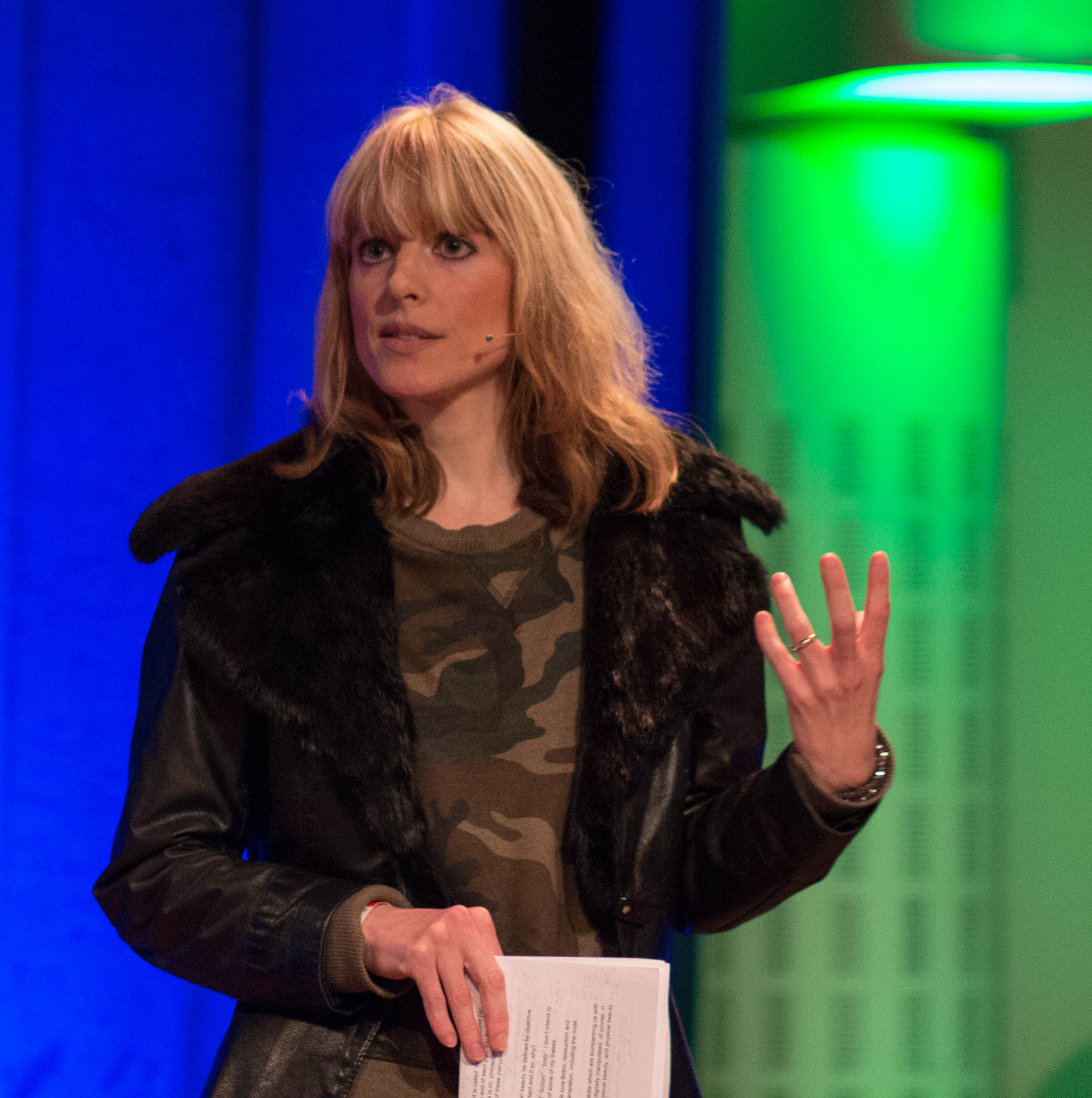
Rebekka Reinhard, 2014

Rebekka Reinhard (* 3. Dezember 1972 in München) ist eine deutsche Philosophin, Autorin und Journalistin. Sie ist Chefredakteurin der Zeitschrift human.

## Leben
Nach dem Abitur am Oskar-von-Miller-Gymnasium München 1992 studierte Rebekka Reinhard Philosophie der griechischen Antike an der Universität Venedig, ab 1993 Philosophie, Amerikanistik und italienische Philologie an der Ludwig-Maximilians-Universität München und ab 1994 an der FU Berlin (ab 1994). Nach dem Magister-Abschluss promovierte sie am John-F.-Kennedy-Institut für Nordamerikastudien der FU Berlin mit einer Arbeit über amerikanische und französische Gegenwartsphilosophie.
Von 2007 bis 2015 war sie als philosophische Beraterin für stationäre Patienten der Klinik und Poliklinik für Psychiatrie und Psychotherapie der Ludwig-Maximilians-Universität München tätig. Seit 2007 ist sie Referentin und Trainerin für Führungskräfte von Unternehmen sowie für Bildungs- und Gesundheitsinstitutionen.

## Werk
Reinhards auf ihrer Dissertation basierendes, 2003 erschienenes Buch Gegen den philosophischen Fundamentalismus: postanalytische und dekonstruktivistische Perspektiven beschäftigt sich mit postanalytischer Philosophie.
Es folgten bis heute mehrere philosophische Sachbuch-Publikationen, in denen Reinhard Philosophie und Zeitgeist-Kritik verbindet, sowie Beiträge für Tageszeitungen und Zeitschriften, u. a. Berliner Zeitung, Süddeutsche Zeitung, Bild am Sonntag, Geo, Bunte und Zeit Online.
Von 2019 bis 2022 war Reinhard stellvertretende Chefredakteurin der Philosophie-Zeitschrift Hohe Luft. Seit 2023 ist sie Chefredakteurin beim neu gegründete Magazin human, das sich mit Fragen der  Künstlichen Intelligenz beschäftigt.

## Publikationen (Auswahl)
- Perspektiven des postanalytischen und dekonstruktivistischen Antifoundationalism: Eine Rekonstruktion der Entstehung ethisch-politischer Theoriebildung aus der Sinnkomplexion sprachlicher Akte. Dissertation, 2001.
- Gegen den philosophischen Fundamentalismus. Postanalytische und dekonstruktivistische Perspektiven. Fink, München 2003, ISBN 978-3-7705-3829-4.
- What’s left of ‚Antifoundationalism?‘ John F. Kennedy-Institut für Nordamerikastudien, FU Berlin, Working Paper No. 128/2002.
- Die Sinn-Diät. Warum wir schon alles haben, was wir brauchen. Philosophische Rezepte für ein erfülltes Leben. Ludwig, München 2009, ISBN 978-3-453-28008-3.
- Odysseus oder die Kunst des Irrens: Philosophische Anstiftung zur Neugier. Ludwig, München 2010, ISBN 978-3-453-28017-5.
- Würde Platon Prada tragen? Philosophische Überlebenstipps für den Lifestyle-Dschungel. Ludwig, München 2011, ISBN 978-3-453-28029-8.
- Schön! Schön sein, schön scheinen, schön leben – eine philosophische Gebrauchsanweisung. Ludwig, München 2013, ISBN 978-3-453-28049-6.
- Kleine Philosophie der Macht (nur für Frauen). Ludwig, München 2015, ISBN 978-3-453-28073-1.
- Wach denken: Für einen zeitgemäßen Vernunftgebrauch.  Edition Körber, 2020,  ISBN 978-3-89684-282-4.
- Die Zentrale der Zuständigkeiten: 20 Überlebensstrategien für Frauen zwischen Wollen, Sollen und Müssen. Ludwig, 2022, ISBN 978-3-453-28147-9.
- Die Kunst, gut zu sein. Der innere Kompass für ein Leben, das auch in Krisenzeiten glücklich macht. Ludwig Verlag, München 2023, ISBN 978-3-453-28166-0.